# Rajd Wisły 1999
Rajd Wisły 1999 – 47. edycja Rajdu Wisły. Był to rajd samochodowy rozgrywany od 10 do 11 września 1999 roku. Była to szósta runda Rajdowych Samochodowych Mistrzostw Polski w roku 1999 oraz trzydziesta siódmą rundą Rajdowych Mistrzostwa Europy w roku 1999. Rajd składał się z dwudziestu czterech odcinków specjalnych (jeden odcinek anulowano).

## Wyniki końcowe rajdu
| Miejsce                                         | Kierowca                                        | Pilot                                           | Samochód                                        | Czas                                            | Strata                                          | Grupa Klasa                                     |
| Klasyfikacja generalna, ERC i mistrzostw Polski | Klasyfikacja generalna, ERC i mistrzostw Polski | Klasyfikacja generalna, ERC i mistrzostw Polski | Klasyfikacja generalna, ERC i mistrzostw Polski | Klasyfikacja generalna, ERC i mistrzostw Polski | Klasyfikacja generalna, ERC i mistrzostw Polski | Klasyfikacja generalna, ERC i mistrzostw Polski |
| ----------------------------------------------- | ----------------------------------------------- | ----------------------------------------------- | ----------------------------------------------- | ----------------------------------------------- | ----------------------------------------------- | ----------------------------------------------- |
| 1                                               | Krzysztof Hołowczyc                             | Jean-Marc Fortin                                | Subaru Impreza WRC S4 '98                       | 2:11:58.4                                       | -                                               | A8                                              |
| 2                                               | Janusz Kulig                                    | Jarosław Baran                                  | Ford Escort WRC                                 | 2:12:20.8                                       | +22.4                                           | A8                                              |
| 3                                               | Marek Gieruszczak                               | Artur Skorupa                                   | Toyota Celica GT-Four                           | 2:16:59.5                                       | +5:01.1                                         | A8                                              |
| 4                                               | Robert Herba                                    | Jacek Rathe                                     | Mitsubishi Lancer Evo VI                        | 2:18:02.4                                       | +6:04.0                                         | N4                                              |
| 5                                               | Paweł Dytko                                     | Tomasz Dytko                                    | Mitsubishi Lancer Evo IV                        | 2:21:25.6                                       | +9:27.2                                         | N4                                              |
| 6                                               | Krzysztof Tercjak                               | Bartłomiej Czekański                            | Mitsubishi Lancer Evo V                         | 2:21:32.8                                       | +9:34.4                                         | N4                                              |
| 7                                               | Wiesław Stec                                    | Maciej Maciejewski                              | Mitsubishi Lancer Evo III                       | 2:25:11.0                                       | +13:12.6                                        | N4                                              |
| 8                                               | Lech Koraszewski                                | Grzegorz Dudek                                  | Audi Coupé S2                                   | 2:26:14.7                                       | +14:16.3                                        | A8                                              |
| 9                                               | Jacek Jerschina                                 | Andrzej Białowąs                                | Peugeot 106 Maxi                                | 2:26:29.9                                       | +14:31.5                                        | A6                                              |
| 10                                              | Tomasz Czopik                                   | Dariusz Burkat                                  | Mitsubishi Lancer Evo III                       | 2:29:12.1                                       | +17:13.7                                        | N4                                              |